# Křižákovití
Křižákovití (Araneidae) jsou pravděpodobně nejznámější čeledí pavouků. Je popsáno kolem 2600 druhů, v Česku se z nich vyskytuje 39.
Křižákovití mají mohutné chelicery, které jsou dobře vyzbrojeny zoubky – obyčejně tři až čtyři. Střední oči tvoří čtverec uprostřed čela, postranní jsou od nich nápadně oddáleny. Zadeček je nejčastěji vejčitý až kulovitý, velmi často mnohem větší než hlavohruď, nohy mívají mnoho různých odstínů. Do čeledi patří jak drobní, tak značně velcí pavouci (2–38 mm), samci bývají často mnohem menší než samice.

## Charakteristika
Křižáci předou charakteristické kolové sítě, zpravidla vysloveně dvojrozměrného charakteru a dokonale geometrických tvarů. Pavouk čeká na kořist buď ve středu své sítě, nebo ve speciálně upraveném krytu v její blízkosti. Za normálních okolností přede křižák novou síť každý den. Starou vždy odstraňuje, někdy z ní však ponechá základní „rám“ a první tři paprsky tvořící základní Y. Všechna ostatní vlákna jsou sbalena do kuličky, mimotělně strávena a pozřena.
Zástupci této skupiny jsou známí již z období střední jury (asi před 165 miliony let). Fosilie rodu Mongolarachne byly objeveny na území Číny.

## Nejznámější druhy
- Křižák obecný (Araneus diadematus)
- Křižák pruhovaný (Argiope bruennichi)
- Křižák mramorovaný (Araneus marmoreus)
- Křižák zelený (Araniella cucurbitina)
- Křižák podkorní (Nuctenea umbratica)
- Křižák skvostný (Aculepeira ceropegia)